# 1931-es Giro d’Italia
Az 1931-es Giro d’Italia volt a 19. olasz kerékpáros körverseny. Május 10-én kezdődött és május 31-én ért véget. Végső győztes az olasz Francesco Camusso lett.

## Végeredmény
|    | Versenyző          | Idő            |
| -- | ------------------ | -------------- |
| 1  | Francesco Camusso  | 102 óra 40' 46 |
| 2  | Luigi Giacobbe     | + 2' 47        |
| 3  | Luigi Marchisio    | + 6' 15        |
| 4  | Aristide Cavallini | + 10' 15       |
| 5  | Ettore Balmamion   | + 12' 15       |
| 6  | Augusto Zanzi      | + 12' 16       |
| 7  | Antonio Pesenti    | + 13' 50       |
| 8  | Ambrogio Morelli   | + 16' 59       |
| 9  | Felice Gremo       | + 27' 05       |
| 10 | Eugenio Gestri     | + 32' 25       |